# Частина 3: Гріх
Частина 3: Гріх — третій епізод американського телевізійного серіалу «Мандалорець». Написана шоуранером серії Джоном Фавро, режисерка —  Дебора Чоу, випущений на «Disney+» 22 листопада 2019 року. Головну роль грає Педро Паскаль — Мандалорець, самотній мисливець за головами, який вирушає на завдання загадкового Клієнта. Епізод виграв дві премії «Еммі» Прайм-тайм.

## Зміст
Мандалорець доставляє Дитину Клієнту й отримує в нагороду 20 злитків бескарської сталі. Не дотримуючись кодексу мисливців на голови, Мандо запитує про плани щодо Малюка, але отримує жорстку відповідь, що тепер усі події забуті, і йде.
Повернувшись в секретне сховище мандалорців, Мандо має сутичку в приміщенні Зброярки з іншими мандалорцями — злитки бескару із імперських плавилень часів Великого винищення. Мандо пускає частину своєї нагороди на виплавку повної бойової броні з новою вбудованою зброєю)"пташки-свистунці") — решту лищає підкидькам. Мандалорець згадує кінець свого дитинства — як батьки його сховали а самі загинули при нападі Імперії.
Мандалорець йде до Карги і хоче наступну роботу. Отримавши нову роботу, Мандалорець готує корабель до вильоту на Карнак за сином вельможі-втікачем. Але, побачивши важіль без кульки — її зняв граючись Малюк — він згадує власне дитинство, його охоплюють сумніви. Він повертається на базу Клієнта — і бачить викинуту на смітник дитячу люльку. Убивши декількох колишніх імперських штурмовиків, Мандалорець рятує Малюка з лабораторії, в якій над ним експериментував доктор Першинґ. При самому виході віз змушений застосувати «пташок-свистунців». Клієнт усім мисливцям за головами надсилає маячок на Мандалорця.
На зворотному шляху до корабля Мандалорець потрапляє в засідку Ґріфа Карґи, який вимагає повернути Дитя. Зав'язується перестрілка, в ході якої загинуло чимало мисливців за головами. Але Мандо виявляється загнаним в кут. Малюк опритомнює і всміхається Мандалорцю.
Несподівано до нього на допомогу приходять інші мандалорці, даючи Мандо можливість дістатися з Малюком до свого корабля і втекти. Мандалорцям доведеться знайти інше сховище. Корабель Мандо відлітає під прикриттям вогню мандалорців.
Малюк хоче погратися. Мандалорець сам знімає кульку з рукоятки і дає Малюку.

## Створення
Музику до серії написав Людвіг Йоранссон. Епізод був зрежисований Деборою Чоу, першою жінкою, щоб режисувала зйомки проекту «Зоряних воєн». Сценарій написав шоуранер Джон Фавро, який також «був голосом» голос Паза Візли.
Брендан Вейн та Латеф Кроудер були дублерами трюків. Паз Візла був озвучений Фавро, зіграний каскадером Тейт Флетчер. Джин Фрімен виконував подвійний трюк для Грифа Карги.

## Сприйняття
«Гріх» отримав сприятливе визнання критиків. На «Rotten Tomatoes» серія має рейтинг схвалення 93 % із середнім рейтингом 8,31/10 на основі 30 відгуків. Консенсус критиків вебсайту стверджує: «Режисер Дебора Чоу пропонує дію у „Гріху“, ефективному та захоплюючому внеску, який глибше вписується в історію Мандалорця».
У позитивному огляді Тайлер Герско з «IndieWire» заявив, що «він зробив чудову роботу, встановивши свою передумову та більшість головних героїв у перших трьох епізодах, але це ще належить з'ясувати, якщо решта сезону може рухати ці елементи в цікавому (і, сподіваюся, винахідливому) напрямку». Келлі Лоулер із «Ю-Ес-Ей тудей» писала: «В трьох епізодах серіалу, дія яких відбувається у далекій-далекій галактиці, Дитя Йода став яскравою зіркою „Мандалорця“, видатного персонажа, який змушує шанувальників повертатися ще більше, в нерівномірні затискачі серіалу». Кеті Райф з «The A.V. Club» дала епізоду оцінку B +.
Епізод був номінований на премію «Primetime Emmy» — «за видатні костюми фентезі/фантастики».

## Знімались
- Педро Паскаль — Мандалорець
- Вернер Герцог — Клієнт
- Омід Абтахі — Першинг
- Карл Везерс — Гриф Карга
- Емілі Своллоу — Зброярка
- Джон Фавро — Паз Візла
- та інші